# Edvard Östen osse jag
Edvard Östen osse jag är ett album av Hasse Andersson & Kvinnaböske Band, som släpptes den 10 november 2008 på Slowfox Grammofon AB.
Albumet spelades in under juni 2008 och innehåller tolkningar av så väl Östen Warnerbring som Edvard Persson.

## Låtlista
1. "Jag är en liten påg från Skåne"
2. "Min sommardröm"
3. "En liden vid kanin"
4. "Hälften så kär"
5. "Hur pratar dom där hos Sankte Per"
6. "Jag har bott vid en landsväg"
7. "Visst är det sant"
8. "Vi klarar oss nog ändå"
9. "Förlåt lilla vän"
10. "Vi har gungat uppå havet"
11. "Förutom röda rosor"
12. "Abbekåsagåsen Joachim"
13. "Den gamla kvarnen"
14. "Det var länge sen jag plocka några blommor"
15. "Det var länge länge sen"

### Fotnoter
1. ↑  Matias Rankinen (12 mars 2016). ”"Kvinnaböske" prisas – får årets Edvardpris”. Expressen. http://www.expressen.se/kvallsposten/kvinnaboske-prisas--far-arets-edvardpris/. Läst 14 juli 2016.